# Planta piloto

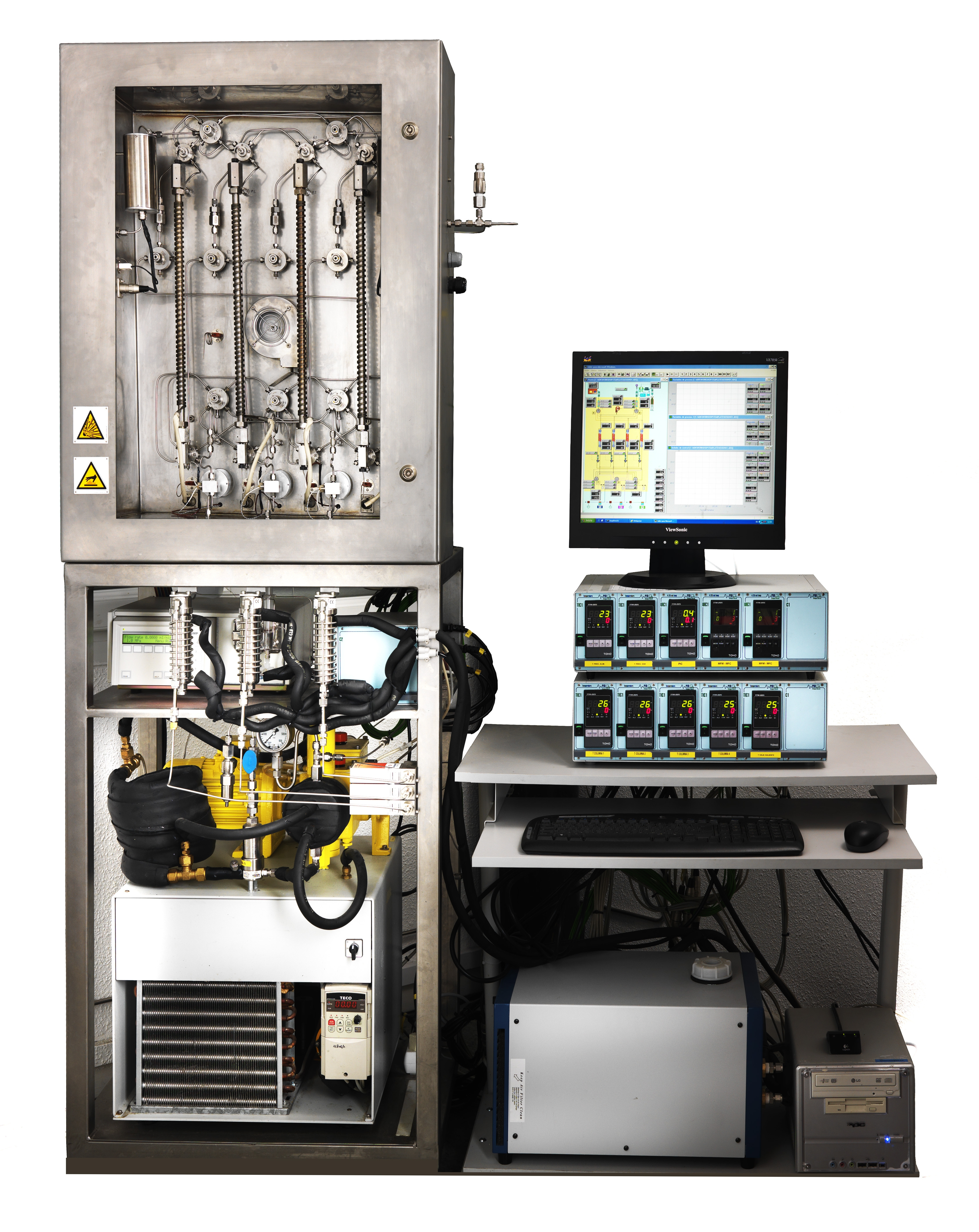
planta de cromatografía en lecho móvil simulado con fluidos supercríticos.

Una planta piloto es una planta de proceso a escala reducida. El fin que se persigue al diseñar, construir y operar una planta piloto es obtener información sobre un determinado proceso físico o químico, que permita determinar si el proceso es técnica y económicamente viable, así como establecer los parámetros de operación óptimos de dicho proceso para el posterior diseño.

## Aplicaciones
La investigación para el estudio de nuevos procesos fisicoquímicos, o para la mejora de procesos ya existente se lleva a cabo en plantas a escala piloto, reduciéndose así los costes asociados a la inversión y a los gastos fijos de operación inherentes a una planta industrial. Igualmente, se utilizan plantas piloto para la investigación de bioprocesos, o procesos químicos que involucran organismos o sustancias bioquímicamente activas derivadas de dichos organismos. En este caso el biorreactor debe mantener un ambiente biológicamente activo y propicio para el organismo que se cultiva, por lo que el control de las variables de proceso es crítico. En el caso de procesos catalíticos, se emplean plantas piloto para el ensayo de nuevos catalizadores, con el objeto de estudiar su actividad y selectividad para una determinada reacción química y de optimizar las variables de proceso.
Por último, también se utilizan plantas piloto como equipamiento científico para educación en Universidades, o como sistemas para demostración.
El término “Planta Piloto” abarca un amplio rango de escalas, desde plantas a escala laboratorio hasta plantas a escala semiindustrial. Los avances tecnológicos en distintas áreas (electrónica, comunicaciones, micro mecanizado, etc.) han hecho posible que hoy día se disponga de instrumentación y dispositivos adecuados para el diseño y construcción de plantas a escala muy reducida, plantas a microescala, capaces de operar en idénticas condiciones de presión y temperatura que las plantas industriales. Estos avances han conducido igualmente a que estas plantas a microescala cuenten con sistemas de adquisición de datos, supervisión y control (sistemas SCADA) y puedan ser automatizadas, de manera que la producción experimental se multiplique y se reduzca, así, considerablemente el tiempo necesario para el estudio y la optimización de un proceso físico-químico concreto.
Una planta piloto debe ser mucho más flexible que una planta a escala industrial en cuanto al rango permisible de sus parámetros de operación o variables de proceso, ya que una planta industrial opera siempre en las mismas condiciones, mientras que una planta piloto, por el hecho de estar destinada a la investigación o estudio de un proceso, debe permitir trabajar en un amplio rango de valores de temperatura, presión, etc., de manera que puedan realizarse experimentos o ensayos con valores bien distintos de las variables de proceso y poder determinar, así, los valores óptimos.
Aunque, en los últimos años se han desarrollado diversas herramientas para simulación de procesos por ordenador, estos sistemas no pueden sustituir a las plantas piloto, ya que no son capaces de predecir el comportamiento de nuevos procesos, de los que no existen datos disponibles, ni de procesos complejos.
- Datos: Q577117
- Multimedia: Pilot plants / Q577117

plantas piloto reducen el riesgo asociado con la construcción de plantas de gran escala, siempre y cuando hayan sido diseñadas y operadas correctamente.